# گوردون تروبلاد
گوردون تروبلا (به انگلیسی: Guerdon Trueblood) فیلم‌نامه‌نویس، تهیه‌کننده فیلم، کارگردان فیلم و بازیگر اهل کاستاریکا بود.